# Département de Metán
Le département de Metán est une des 23 subdivisions de la province de Salta, dans le nord-ouest de l'Argentine. Son chef-lieu est la ville de San José de Metán.
Le département a une superficie de 5 235 km2. Sa population s'élevait à 39 006 habitants en 2001.
Le centre du département est couvert par le bassin du río Medina.

## Villes et localités
- El Galpón
- Río Piedras
- San José de Metán, chef-lieu